# Hans Tilkowski
Hans Tilkowski (* 12. Juli 1935 in Dortmund-Husen; † 5. Januar 2020) war ein deutscher Fußballspieler und -trainer. Als Torwart absolvierte er von 1955 bis 1963 in der damals erstklassigen Fußball-Oberliga West bei Westfalia Herne 219 Ligaspiele und gewann mit Herne in der Saison 1958/59 die westdeutsche Meisterschaft. Von 1963 bis 1967 hütete er in 81 Bundesligapartien das Tor von Borussia Dortmund. Er gewann mit Dortmund 1965 den DFB-Pokal und 1966 den Europapokal der Pokalsieger. Am 19. Dezember 1956 stand er im Tor des zweiten Länderspiels der deutschen U-23-Nationalmannschaft gegen Belgien. Am 26. Februar 1958 kam er ebenfalls gegen Belgien zu einem weiteren Juniorenländerspiel.
Am 3. April 1957 debütierte Tilkowski in der A-Nationalmannschaft. Für sie bestritt er von 1957 bis 1967 39 Länderspiele. 1962 gehörte er bei der Fußball-Weltmeisterschaft in Chile zum Kader, wurde aber nicht eingesetzt. 1966 wurde er mit dem DFB-Team in England Vizeweltmeister. 1965 wurde er zum Fußballer des Jahres gewählt. Tilkowski lehnte jegliches Showgehabe ab und agierte sachlich, mit perfektem Stellungsspiel und stets im Dienste der Mannschaft.

## Spielerlaufbahn

### Jugend, bis 1955
Tilkowski war der Sohn eines Bergmanns und wuchs in bescheidenen Verhältnissen im Dortmunder Stadtteil Husen auf. Die Familie wohnte in der Zechenkolonie direkt an der Bahnlinie Kamen–Dortmund in einem Achtfamilienhaus in der Westicker Straße 44. Unter der Obhut von Vater Johann und Mutter Martha erlebten die Kinder – neben Hans noch die Schwestern Brunhilde und Renate – eine Kindheit, die der spätere Nationalspieler trotz der materiellen Einschränkungen in guter Erinnerung hatte und an die er gerne zurückdachte. Mit elf Jahren trat er 1946 dem kleinen SV Husen 19 bei und stürmte zunächst im Angriff auf Rechtsaußen. In den entbehrungsreichen Nachkriegsjahren lernte er wie fast alle Kinder aus der Zechenkolonie „den sorgfältigen und sparsamen Umgang mit allem, was halbwegs genießbar war“. Lebensmittel waren in Tilkowskis Kindheit und Jugend für viele Menschen knapp. Bei der Sportausübung hatte man mit Mängeln in der Ausrüstung für das Fußballspiel wie auch mit den meist nur zufälligen Transportmöglichkeiten zu Auswärtsspielen zu kämpfen. Als bei einem Spiel der reguläre Torhüter fehlte, schickte ihn der Spielführer ins Tor und Tilkowski hatte damit seine Position gefunden. Von 1947 bis 1950 boxte er neben dem Fußball auch noch beim Boxring Kaiserau. Der junge Tilkowski brauchte viel Bewegung, freute sich auf jedes Training, jedes Spiel und jeden Wettkampf. In seiner Zeit beim SV Husen lernte er den dort spielenden jungen Alfred Preißler kennen. Die eigentliche Karriere im Fußball begann 1949 nach seinem Wechsel in die Jugend von SuS Kaiserau. Schon als Straßenfußballer spielte er mit Erich Pawlak (1954–1961: VfL Bochum, 131 Oberligaspiele/33 Tore), was sich in den Schüler- und Jugendmannschaften, dann in der 1. Mannschaft beim SuS Kaiserau und auch in der Westfalen-Auswahl fortsetzte. Der Sportplatz an der Jahnstraße in Kaiserau befand sich in unmittelbarer Nähe zu seinem Elternhaus; was aber für seine Leistungsentwicklung noch bedeutungsvoller war, er lag direkt neben der Sportschule des Fußball- und Leichtathletikverbandes Westfalen.
Den ehrgeizigen und lernwilligen Nachwuchstorwart zog es nun so oft wie möglich zur Sportschule. Sie wurde zu seinem zweiten Zuhause; ob zum Beobachten des Trainings der Oberligakeeper von Westfalia Herne, Schalke 04 und Borussia Dortmund, die vor bedeutenden Spielen in der Sportschule Quartier bezogen, oder zum täglichen Sondertraining durch den damaligen Verbandssportlehrer Herbert Widmayer und seinen damaligen Assistenten und späteren Nachfolger Walter Ochs. Tilkowski hielt rückblickend fest:

„Hier, in der Talenteschmiede Kaiserau, wird die eigentliche Basis für meine Torhüter-Karriere gelegt. Was die beiden mit mir gearbeitet haben!“

Ab dem 1. April 1950 fing seine Lehre als Stahlbauschlosser bei einem Bergbauzulieferer im benachbarten Kurl an. In dieser Phase wurde er zum ersten Lehrgang vom Westdeutschen Fußball-Verband unter Dettmar Cramer nach Duisburg eingeladen, wo er die Lehrmethodik von Bundestrainer Sepp Herberger erfuhr, die für ihn prägend wurde. In den Sportschulen erlernte er die technischen Grundlagen des Torwartspiels. Neben dem Torwarttraining nahm er aber auch immer am Mannschaftstraining teil, was er später als Profi beibehielt.
Ein prägendes Vorbild gab es für ihn nicht. Trotzdem imponierte ihm die Ruhe, die der WM-Torhüter von 1954, Toni Turek, ausstrahlte, sehr. Menschlich beeindruckt war er von seinem Nationalmannschaftsvorgänger Fritz Herkenrath, der für ihn insbesondere die Sachlichkeit im Torwartspiel, aber auch im zivilen Leben verkörperte. Ebenso war für Tilkowski der sowjetische Torhüter Lew Jaschin ein Mann, von dem man sich Details abschauen konnte, wie das auch später für Gordon Banks galt.
Im Sommer 1953 verlor der damals 17-jährige Tilkowski mit der A-Jugend von SuS Kaiserau zwar das Endspiel um die Westfälische Jugendmeisterschaft, wurde aber umgehend in die erste Mannschaft berufen, die in der Landesliga spielte. Fünfmal stand er im Tor der westfälischen Amateure und wurde auf diesem Weg auch für die Amateurnationalmannschaft des DFB interessant. Da er aber nicht bis nach den Olympischen Spielen 1956 in Melbourne Amateur bleiben wollte, verzichtete er im Jahr 1955 auf diese Berufung und überlegte, zu welchem Oberligaverein er zur Saison 1955/56 gehen sollte. Schalke wäre für ihn die Erfüllung eines Jugendtraumes gewesen, aber mit Manfred Orzessek stand bei den „Knappen“ ein nur schwer zu verdrängender Könner im Tor, und Tilkowski wollte nicht als Ersatzmann in die Oberliga wechseln. Gegen die weiteren Interessenten Preußen Münster, 1. FC Köln, VfL Bochum und den Wuppertaler SV entschied er sich aus sportlichen Gründen zugunsten von Westfalia Herne, wo er die besten Einsatzmöglichkeiten sah. Gleichzeitig kam mit Trainer Fritz Langner ein anerkannter Fachmann für das Torhütertraining sowie ein Mann, der auf den Nachwuchs baute, nach Herne.

### Oberliga West, 1955 bis 1963
Der junge Mann aus Dortmund-Husen lag mit seinen Erwartungen richtig. Langner schenkte ihm bereits am Starttag der Runde 1955/56, dem 27. August 1955, beim Auswärtsspiel gegen Schwarz-Weiß Essen das Vertrauen. Die Westfalia gewann bei der Mannschaft vom Uhlenkrug mit 2:1 Toren und der Neuzugang aus Kaiserau absolvierte an der Seite von Alfred Pyka, Werner Hesse, Kurt Sopart, Josef Bothe, Willi Overdieck, Günter Grandt, Helmut Benthaus und Gerhard Cyliax in seinem Debütjahr in der Oberliga West 26 von 30 Pflichtspielen. In den zwei nächsten Runden versäumte er nur ein Ligaspiel und war ein Hauptgarant dafür, dass sich die Mannschaft vom Stadion am Schloss Strünkede jeweils den Klassenerhalt sichern konnte. Bereits in seinem zweiten Jahr in Herne, 1956/57, spielte er sich in das Notizbuch von Bundestrainer Sepp Herberger. Am 3. November 1956 stand er das erste Mal im Tor einer DFB-Mannschaft. In Frankfurt hütete der junge Westfalia-Torhüter bei einem Testspiel gegen Eintracht Frankfurt das Gehäuse einer DFB-Auswahl. Vierzehn Tage später, am 21. November, debütierte der 21-Jährige beim Länderspiel in Zürich gegen die Schweiz in der B-Nationalmannschaft, ehe er mit dem Einsatz am 19. Dezember in Lüttich gegen Belgien in der Juniorennationalmannschaft U 23 das Jahr abschließen konnte. Im März 1957 schlossen sich zwei weitere B-Länderspiele an, ehe Tilkowski am 3. April 1957 in Amsterdam sein Debüt in der A-Nationalmannschaft beim Länderspiel gegen die Niederlande feiern konnte.
Herne wurde vor der Saison 1958/59 nicht zum Kreis der Meisterschafts-Favoriten gezählt. Dies schlossen die Ränge 13. (1955, 1956), 11. (1957) und 12. in der Runde 1957/58 objektiv aus. Daran änderte auch die Zugehörigkeit des jungen Nationaltorhüters sowie der zwei Mitspieler Alfred Pyka und Helmut Benthaus zum Team der Westfalia nichts. Titelverteidiger Schalke 04, Vizemeister 1. FC Köln, Fortuna Düsseldorf und Borussia Dortmund schienen für Herne sportlich nicht erreichbar. Mit dem imponierenden Wert von nur 23 Gegentreffern in 30 Ligaspielen – Tilkowski hatte kein Ligaspiel ausgelassen – verwies Herne die Verfolger 1. FC Köln, Fortuna Düsseldorf, VfL Bochum und Borussia Dortmund im Ligabetrieb aber auf die Plätze und holte mit sechs Punkten Vorsprung vor den punktgleichen Verfolgern aus Köln und Düsseldorf die Meisterschaft. Piorr hält unter anderem zu Tilkowski fest: „Der charismatische Torhüter war das Gesicht einer jungen Mannschaft, die Ende der fünfziger Jahre für Furore in der Oberliga West sorgte. Auch allgemein galt Hans Tilkowski, meist ganz in schwarz gekleidet und auf Fotos eine stoische Ruhe und Gelassenheit zwischen den Torpfosten ausstrahlend, als einer der Initiatoren des 'Wunders von Herne'“. Mitspieler Alfred Pyka erinnerte sich:

„Der Hans hat mit einer überragenden Leistung überhaupt erst dafür gesorgt, dass wir mit so vielen Punkten Vorsprung Westmeister wurden. Wir haben etliche Male ‚zu Null‘ gespielt.“

Neben der Defensive und der konstanten Mannschaftsleistung – in 15 Heimspielen gab es 14 Siege und lediglich ein 1:1-Remis gegen den 1. FC Köln – trug auch die unerwartete Trefferquote des jungen Mittelstürmers Gerhard Clement – mit 28 Toren holte er sich die Torschützenkrone in der Oberliga West – zu dem Erfolg bei. Im Jahr der Titelverteidigung, 1959/60, errang Herne hinter dem Meister 1. FC Köln die Vizemeisterschaft und Tilkowski konnte sich dadurch 1959 und 1960 in insgesamt 13 Endrundenspielen um die deutsche Fußballmeisterschaft auszeichnen. Als 1959/60 die Vizemeisterschaft errungen wurde, kam „Til“ am 27. Spieltag, den 27. März 1960, bei einem 2:2-Heimremis gegen Hamborn 07 zu einem Feldspielereinsatz: Er hatte sich in der 48. Minute am Finger verletzt, musste vom Platz und wurde von Außenläufer Losch im Tor ersetzt. Um die 60. Spielminute kam er mit Handverband wieder ins Spiel zurück, rückte jetzt aber in den Innensturm und war am 2:2-Ausgleichstreffer in der 80. Spielminute beteiligt. Fritz Langner war für Tilkowski der richtige Trainer zur richtigen Zeit und am richtigen Ort. Auch beruflich hatte der Schritt nach Herne positive Auswirkungen für Tilkowski. Bei einer Elektrizitätsgesellschaft konnte er sich zum technischen Kaufmann umschulen lassen, fand bei seinem Chef viel Verständnis für seinen sportlichen Ehrgeiz und konnte dadurch auch außerhalb des regulären Trainings Sonderschichten mit Langner einlegen.
Nach dem letzten Jahr der alten erstklassigen Fußball-Oberliga, 1962/63, verabschiedete sich Hans Tilkowski mit 219 Pflichtspielen in acht Runden aus der Oberliga West und schloss sich 1963/64 zum Start der neu eingeführten Fußball-Bundesliga in seiner Heimatstadt Borussia Dortmund, dem neuen Deutschen Meister 1963, an. Die Borussia hatte am 29. Juni 1963 das letzte Finale nach den Endrundenspielen um die deutsche Meisterschaft mit 3:1 Toren gegen den 1. FC Köln gewonnen. Von 1955 bis 1963 hatte Tilkowski zusammen mit Heinrich Kwiatkowski, Fritz Herkenrath, Helmut Schiffer, Alfred Schmidt, Manfred Orzessek, Fritz Ewert, Helmut Traska, Herbert Eiteljörge und Horst Podlasly das Bild des Torhüters in der Oberliga West geprägt.

### Bundesliga, 1963 bis 1969
Der 18-fache Nationaltorhüter Tilkowski gehörte zu den Spielern, die am Samstag, dem 24. August 1963, den Start in die neu installierte Bundesliga vollzogen. Dortmund spielte bei Werder Bremen und BVB-Halbstürmer Friedhelm Konietzka erzielte nach 60 Sekunden das erste Bundesligator. Werder entschied das Debütspiel in der zweiten Halbzeit mit 3:2 Toren für sich. Dortmund platzierte sich unter Trainer Hermann Eppenhoff am Rundenende auf dem vierten Rang und Tilkowski hatte in 21 Ligaspielen im Tor gestanden. Bernhard Wessel war in sechs und Altmeister Kwiatkowski in drei Spielen zum Einsatz gekommen. Trotz des Debüts der Bundesliga waren aber 1963/64 für Tilkowski und seine Mannschaftskameraden die Spiele im Europacup der Landesmeister gegen Lyn Oslo, Benfica Lissabon, FK Dukla Prag und Inter Mailand herausragend. Am 6. November 1963, einem Mittwochabend in Lissabon, setzte Benficas in ganz Europa bekannte Offensive mit Augusto, Santana, Eusebio, Coluna und Simões die Schwarz-Gelben aus Dortmund mit einer Daueroffensive derart unter Druck, dass nur Glück, das Durchhalten der BVB-Defensive und ein ausgezeichneter Tilkowski im Tor eine hohe Niederlage verhindern konnten. Rückblickend stufte Tilkowski sein Spiel in Lissabon, als „eine der besten Torhüter-Leistungen meiner Laufbahn“ ein. Mit dem Resultat von 1:2 nach Toren von Simões (46.), Wosab (54.) und Eusébio in der 59. Spielminute kam die Elf von Trainer Eppenhoff gegen eine eindeutig überlegene Benfica-Elf sehr glimpflich davon. Am 4. Dezember wurde der ohne Stammkeeper Alberto da Costa Pereira und Starstürmer Eusébio angetretene Finalist der Jahre 1961 bis 1963, Benfica Lissabon, im Stadion Rote Erde mit 5:0 Toren aus dem Wettbewerb eliminiert. Weinrich schreibt dazu in seinem Europapokalstandardwerk:

„Eine entfesselte Borussia schoss die völlig konsternierten Portugiesen in der Roten Erde mit einem sagenhaften 5:0 förmlich ab. Die Absenz von Eusebio und Stammkeeper Costa Pereira konnte dieses Debakel allein nicht erklären – nein, die Borussen erwischten einen Sahnetag erster Güte. Franz Brungs, zu Saisonbeginn von Mönchengladbach an den Borsigplatz gewechselt, personifizierte mit drei Treffern binnen zwölf Minuten die Gala seines BVB.“

Es folgten im Viertelfinale im März 1964 das Ausschalten der Mannschaft von Josef Masopust, Dukla Prag, und somit der Einzug in das Halbfinale, wo es im April gegen Inter Mailand ging. Durch einen 2:0-Heimerfolg zog Inter nach dem 2:2-Remis in Dortmund in das Finale ein, Dortmund hatte sich aber in Europa einen Namen gemacht. Für Tilkowski hatten die europäischen Spiele den Nebeneffekt, dass sich Bundestrainer Herberger um Gespräche bemühte, wobei es um das Comeback des Dortmunders in der Nationalmannschaft ging, der seit der überraschenden Nichtberücksichtigung bei der Weltmeisterschaft 1962 in Chile nicht mehr dem DFB-Kader angehört hatte. Der Dortmunder Torhüter kam dem Bundestrainer entgegen und feierte bei einer Nordafrikafahrt zum Jahreswechsel 1963/1964 am 1. Januar in Algier gegen Algerien seine Rückkehr in die Nationalmannschaft.
Im zweiten Bundesligajahr 1964/65 brach sich Tilkowski am 19. Dezember 1964 bei der 0:2-Niederlage gegen Hannover 96 in den Schlussminuten das Schlüsselbein und kehrte erst am Schlusstag, dem 15. Mai 1965, beim 2:2-Heimremis gegen den 1. FC Köln wieder in das Tor zurück. Durch die Verletzungspause musste er sich in dieser Saison mit 17 Bundesligaspielen begnügen, Dortmund belegte den dritten Rang. Konkurrent Wessel (13 Bundesligaeinsätze) war deshalb auch im DFB-Pokal bis zum Halbfinale am 17. April 1965 gegen den 1. FC Nürnberg sein Vertreter. Beim mit 2:0 gewonnenen Endspiel am 22. Mai 1965 in Hannover gegen Alemannia Aachen stand die Dortmunder Nummer eins dagegen wieder im Tor.
Die dritte Bundesligasaison, 1965/66, begann für den als „Prototyp des besonnenen Schlussmanns“ und „Meister des Stellungsspiels“ geltenden Tilkowski in Dortmund unter dem neuen Trainer Willi Multhaup. Im vollbesetzten Dortmunder Stadion Rote Erde wurde er am 2. Oktober 1965 vor dem Heimspiel gegen den Hamburger SV als Spieler des Jahres mit dem Goldenen Fußball ausgezeichnet. Zum ersten Mal wurde damit ein Torhüter bei dieser seit 1960 durchgeführten Wahl geehrt. Uwe Seeler, der Kapitän der Nationalmannschaft und Torschütze des Siegtreffers sechs Tage zuvor beim 2:1-Sieg im WM-Qualifikationsspiel in Stockholm gegen Schweden, überreichte den Pokal und vom Kicker-Chefredakteur kam noch der Goldene Ehrenring hinzu. In der Bundesliga entwickelte sich zwischen den zwei Münchner Clubs des FC Bayern und TSV 1860 und Dortmund ein Dreikampf um die Meisterschaft. Beim Rennen um den Titel machte sich in der entscheidenden Phase der Rückrunde der Erfolg des BVB im Europapokal der Pokalsieger als Zusatzbelastung bemerkbar. Die Halbfinalspiele im Europapokal am 5. und 13. April 1966 gegen den Titelverteidiger West Ham United – mit Bobby Moore, Martin Peters, Geoff Hurst – sowie auch das Finalspiel am 5. Mai in Glasgow gegen den FC Liverpool – mit Peter Thompson, Roger Hunt, Ian St. John, Tommy Smith und Ian Callaghan im Angriff – zehrten an den physischen wie auch mentalen Kraftreserven. Zwar entschied Reinhard Libuda in der 107. Spielminute mit einer „Bogenlampe“ zum 2:1 das Endspiel in Glasgow, aber danach war Dortmund in der Bundesliga am Ende. Die letzten drei Pflichtspiele in der Liga verlor Dortmund und damit auch das Rennen um die Meisterschaft. Gemeinsam mit Dieter Kurrat und Torjäger Lothar Emmerich absolvierte der 30-jährige Tilkowski alle 34 Rundenspiele in der Bundesliga und kam punktgleich mit Bayern München auf den 2. Platz, drei Punkte hinter dem neuen Meister 1860 München. Die Saison war aber für Tilkowski damit noch nicht zu Ende, vom 11. bis 30. Juli fand die Weltmeisterschaft 1966 in England statt. Mit Trainer Helmut Schön und seinem Stammtorhüter Hans Tilkowski zog die deutsche Elf in das Finale gegen den Gastgeber England ein und verlor in der Verlängerung mit 2:4 Toren. Nicht nur durch das Wembley-Tor gehören die Wochen der Weltmeisterschaft 1966 zu den Höhepunkten der Spielerlaufbahn von Tilkowski.
Die Runde 1966/67 wurde zur letzten Saison des 39-fachen Nationaltorhüters bei Borussia Dortmund. Erfolgstrainer „Fischken“ Multhaup – zwischen Multhaup und Tilkowski hatte ein gegenseitiges Vertrauensverhältnis bestanden – war überraschend nach nur einer Runde nach Köln gewechselt und sein Nachfolger Heinz Murach – er war vor der Übernahme des Europapokalsiegers als Verbandstrainer beim Fußballverband Niederrhein aktiv gewesen – setzte auf Bernhard Wessel im Tor. Nach dem 24. September 1966 – der 6. Spieltag mit dem Auswärtsspiel beim 1. FC Nürnberg – saß Tilkowski bis zum 4. März 1967 auf der Ersatzbank und absolvierte lediglich neun Rundenspiele. Seinen letzten Auftritt im BVB-Dress hatte er am 15. April 1967 bei der 0:1-Niederlage beim VfB Stuttgart. Tilkowski beschrieb seine damalige Situation mit folgenden Worten:

„Unter Murach lerne ich alle Schattenseiten meines Metiers kennen. Mal spiele ich. Mal stehe ich auf einem Aschenplatz im Tor unserer Reserve. Mal sitze ich auf der Tribüne. Der Trainer spielt Jo-Jo mit mir.“

Im Borussia-Buch von Schulze-Marmeling „Der Ruhm, der Traum und das Geld“ wird dazu folgendes festgehalten:

„Nach der Saison verließ Hans Tilkowski den Verein in Richtung Frankfurter Eintracht, da er die Querelen mit Trainer Murach, der ihn wiederholt auf die Bank gesetzt hatte, satt hatte.“

Von 1963 bis 1967 hatte der knapp 32-Jährige für Dortmund 81 Bundesliga- und 15 Europapokalspiele bestritten. Mit den Schwarz-Gelben hatte er 1965 den DFB-Pokal und 1966 den Europapokal gewonnen. In der Bundesliga belegte er mit Dortmund einmal den zweiten Platz (1966), zweimal den dritten (1965 und 1967) und einmal, 1964, als schlechteste Platzierung, den vierten Rang. Im Jahre 1966 wurde er zusammen mit der Mannschaft des BVB mit dem Silbernen Lorbeerblatt ausgezeichnet.
Unter Trainer Elek Schwartz war er 1967/68 mit 26 Bundesligaeinsätzen Stammtorhüter der Eintracht und Frankfurt belegte den 6. Rang. Jungtrainer Erich Ribbeck setzte mit der Begründung, „dass Tilkowski zu langsam geworden sei“, ab der Saison 1968/69 aber auf Peter Kunter im Eintracht-Tor und damit war nach weiteren 14 Bundesligapartien die Spielerkarriere des Ex-Nationaltorhüters beendet. Der vom Spielbetrieb „ausgeschlossene“ Routinier kümmerte sich bereits während der Saison 1969/70 intensiv um seinen Werbeartikel-Vertrieb und bereitete sich parallel auf sein Trainer-Diplom an der Sporthochschule Köln vor. Nach insgesamt 219 Oberliga- und 121 Bundesligaspielen sowie 21 Europacupeinsätzen endete im Sommer 1969 die 14-jährige Spielerkarriere von Tilkowski im erstklassigen deutschen Vereinsfußball.
Bei dem 33-Jährigen hatten die Strapazen von acht Jahren Oberliga- und sechs Jahren Bundesligafußball zuzüglich DFB-Pokaleinsätzen, von internationalen Reisen und Spielen im Europapokal sowie von seit dem Jahr 1956 einhergehenden Berufungen in die diversen DFB-Teams in Verbindung mit Zusatztrainingseinheiten und Vorbereitungskursen zu Abnutzungserscheinungen geführt.

### Nationalmannschaft, 1956 bis 1967

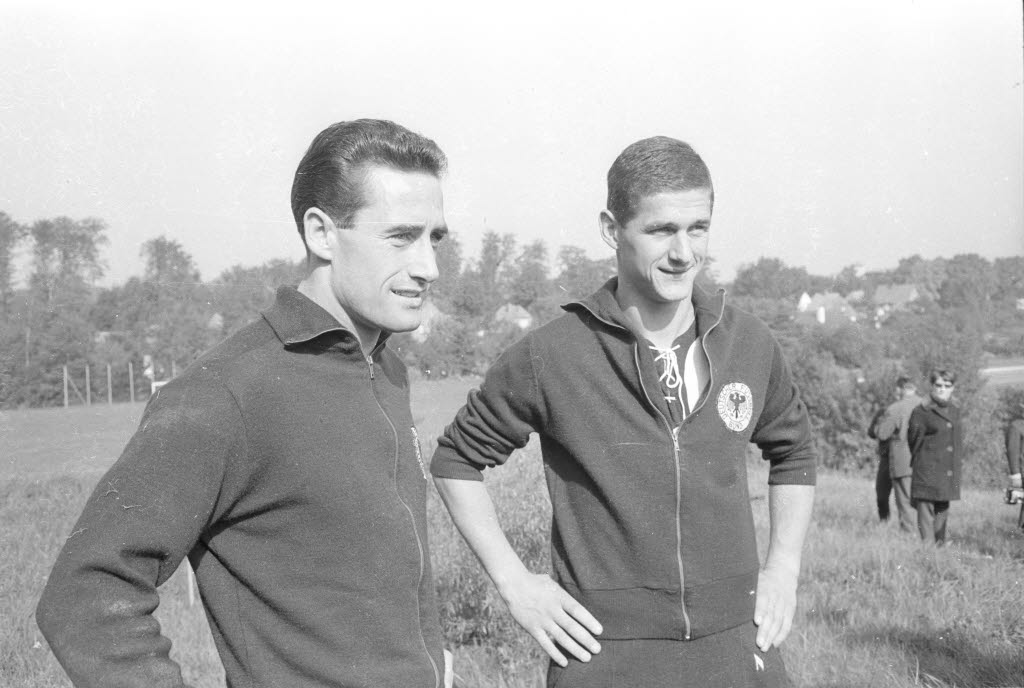
Tilkowski (links) und Max Lorenz in Malente (September 1965)

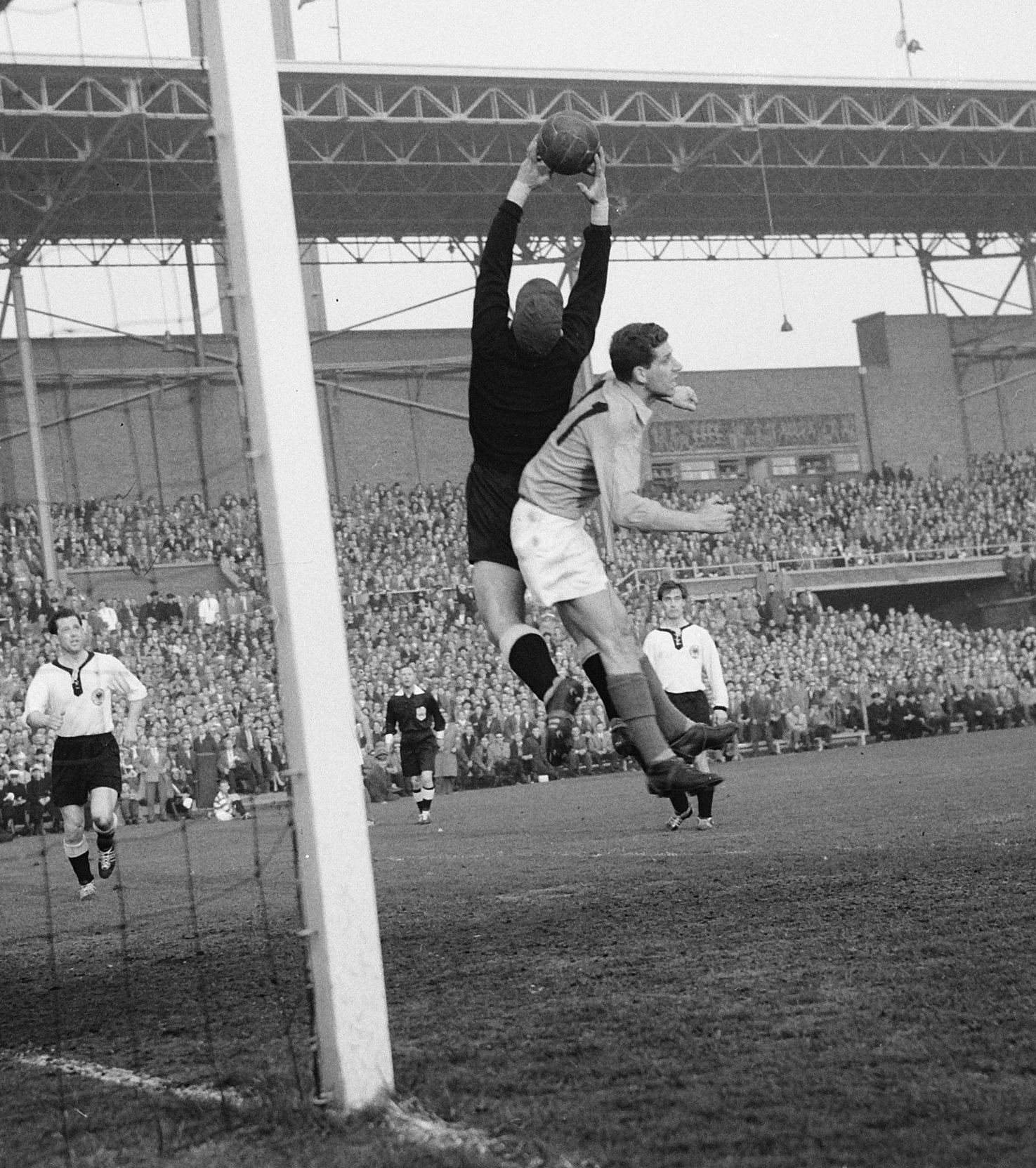
Nationaltorhüter Tilkowski im Duell mit dem niederländischen Nationalspieler Cornelis van der Gijp (3. April 1957)

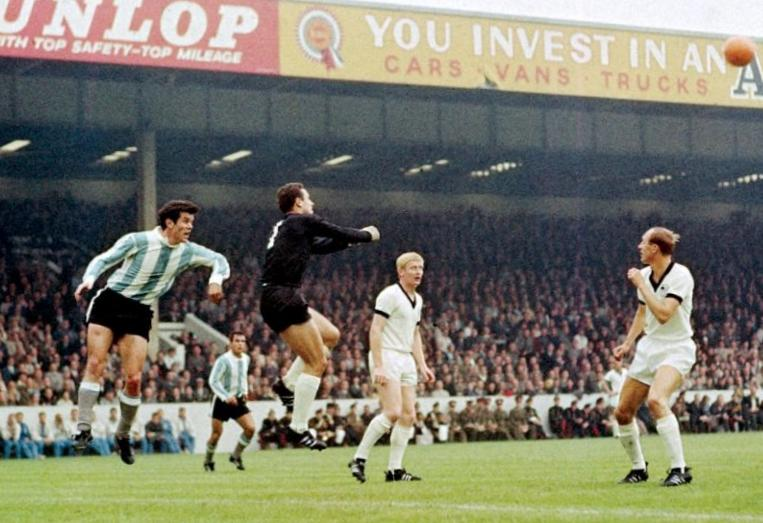
Solari, Mas, Tilkowski, Schnellinger und Schulz bei der WM 1966

In seinem zweiten Jahr Oberligafußball bei Westfalia Herne, 1956/57, wurde der 21-jährige Westfale von Bundestrainer Herberger erstmals in Testspielen der DFB-Elf gegen Vereinsmannschaften, der B-Nationalmannschaft wie auch der Juniorenauswahl U 23 der Probe zur Eignung für höhere Aufgaben unterzogen. Am 3. April 1957 debütierte der ebenso talentierte wie ehrgeizige Torhüter beim Länderspiel in Amsterdam gegen die Niederlande in der A-Nationalmannschaft. Tilkowski gehörte als jüngster Aspirant für das Tor beim WM-Turnier 1958 in Schweden dem abschließenden Lehrgang vom 12. bis 24. Mai in der Sportschule München-Grünwald an, zusammen mit seinen Kontrahenten Fritz Herkenrath, Heinrich Kwiatkowski und Günter Sawitzki. Herberger nahm nach Schweden seine damalige Nummer eins aus Essen, Fritz Herkenrath, mit und übertrug Kwiatkowski wiederum die Rolle des Ersatzmanns bei einer Weltmeisterschaft. Sawitzki stand auf Abruf bereit. Der Jüngste im Bunde, Hans Tilkowski, fiel den Herberger-Ausschlusskriterien der mangelnden internationalen Erfahrung und eines zu geringen Alters zum Opfer. Der Mann aus Herne akzeptierte die Begründung des unanfechtbaren „Weisen aus Hohensachsen“, arbeitete noch konzentrierter an seinem Torwartspiel und baute auf die Zeit nach der Weltmeisterschaft.
Mit dem ersten Länderspiel nach dem Weltmeisterschaftsturnier 1958 in Schweden, am 24. September 1958 in Kopenhagen gegen Dänemark, verabschiedete sich Herkenrath nach 21 Berufungen aus der Nationalmannschaft. Als einen Monat danach, am 26. Oktober, die Revanche für das mit 3:6 verlorene Spiel um den 3. Platz bei der WM 1958 in Paris gegen Frankreich ausgetragen wurde, hütete der Torwart von Westfalia Herne das deutsche Tor. Mit Toren von Helmut Rahn und Uwe Seeler erreichte das DFB-Team ein leistungsgerechtes 2:2-Remis. Die Equipe Tricolore war zwar im Angriff mit den WM-Stürmern Just Fontaine, Roger Piantoni und Jean Vincent, aber ohne den überragenden Spielmacher Raymond Kopa angetreten. In den folgenden 18 Monaten hielt der Bundestrainer an einer Konkurrenzsituation zwischen Sawitzki vom VfB Stuttgart und Tilkowski fest. Aber spätestens mit Beginn der Saison 1960/61, in der auch die WM-Qualifikationsspiele gegen Nordirland und Griechenland ausgetragen wurden, war der Tormann mit dem „perfekten Stellungsspiel und enorm weiten Abschlägen“ die Nummer eins im Gehäuse der Nationalmannschaft. „Til“ war in allen vier siegreichen Qualifikationsspielen gegen Nordirland und Griechenland der Rückhalt der deutschen Mannschaft. Eine überragende Torhüterleistung lieferte er beim 3:0-Erfolg am 20. November 1960 in Athen ab. Er verhinderte in der 28. Spielminute mit einer Glanzparade den 1:1-Ausgleich der Gastgeber, als er einen von Horst Szymaniak verursachten Handelfmeter hielt. In der gesamten zweiten Halbzeit machte Griechenland Druck, konnte aber den souverän agierenden Tilkowski nicht überwinden. Das letzte Testländerspiel vor dem entscheidenden WM-Vorbereitungslehrgang vom 30. April bis 11. Mai 1962 in der Sportschule Schöneck fand am 11. April in Hamburg gegen Uruguay statt. Hierbei unterzog Bundestrainer Herberger das 20-jährige Torhütertalent aus der 2. Liga Süd von der TSG Ulm 1846, Wolfgang Fahrian, HSV-Verteidiger Jürgen Kurbjuhn und den Schalker Angreifer Willi Koslowski der Prüfung, ob sie reif für die Nationalmannschaft waren, ob er sie für eine Weltmeisterschaft nominieren könnte. Auch kehrte der routinierte Kölner Spielmacher Hans Schäfer nach drei Jahren Pause in die Nationalmannschaft zurück. Der Test verlief gut, Deutschland gewann mit 3:0 Toren. In dem 24-köpfigen Vorbereitungslehrgang in Karlsruhe waren die drei Torhüter Tilkowski, Sawitzki und Fahrian vertreten. Nach Abschluss des Lehrgangs nominierte Herberger sein 22-köpfiges WM-Aufgebot und verteilte bei den Torhütern die Rückennummern 1 an Tilkowski, 21 an Sawitzki und 22 an das WM-„Küken“ Fahrian. Die Rangfolge im deutschen Tor für das WM-Turnier in Chile war klar. Tilkowski flog als eindeutige Nummer eins nach Südamerika, Sawitzki war der erfahrene Stellvertreter und Fahrian das Talent mit der Aussicht für die Zeit nach der Weltmeisterschaft. Die Stärken des jungen Ulmers lagen in seiner Reaktionsschnelligkeit auf der Linie und seinen spektakulären Flugparaden.
In der Unterkunft Escuela Militar „Bernardo O’Higgins“, einer abgeschirmten Militärschule, ging schon vor dem Startspiel in Santiago die Stimmung im deutschen Lager verloren. Herberger beging mit der Nominierung des Nachwuchstorhüters Fahrian für das Startspiel gegen Italien einen „Bruch mit von ihm selbst hochgehaltenen Traditionen der Offenheit und Zuverlässigkeit“, hielt Leinemann in seiner Herberger-Biografie fest. Vom vielbeschworenen „Geist von Spiez“ war in Chile nichts mehr zu spüren. Teamgeist, Harmonie, psychisches Gleichgewicht wurden zwar unentwegt beschworen, aber nicht gelebt. Herberger hatte selbst dazu beigetragen. Am Vorabend des ersten Vorrundenspiels gegen Italien teilt der Bundestrainer dem völlig konsternierten Tilkowski mit, „dass morgen gegen Italien Fahrian im Tor steht“. In einer Mischung aus Enttäuschung und Zorn erklärte Tilkowski, zukünftig nicht mehr für Deutschland zu spielen, und verlangte die Aushändigung seines Reisepasses sowie die Bereitstellung des Rückflug-Tickets. Beides wurde ihm verweigert und so blieb er in Chile, aber auch bei seiner Ankündigung, nicht mehr in der Nationalmannschaft zu spielen. Dies traf zumindest bis zum 1. Januar 1964 zu, als er sich nach Anfrage von Herberger wieder zu Gesprächen mit dem Bundestrainer bereiterklärte und sich schließlich zu einem Comeback in der Nationalmannschaft bereitfand. Die ersten Worte nach anderthalb Jahren Sprachlosigkeit wechselten Tilkowski und Herberger beim Bankett im „Römischen Kaiser“ nach dem 5:0 im Rückspiel am 4. Dezember 1963 im Europacup gegen Benfica Lissabon. Der Bundestrainer verabschiedete sich, trat auf den BVB-Torhüter zu, erklärte den Grund seines frühen Aufbruchs und stellte die Frage: „Hans, kann ich Sie in den nächsten Tagen mal anrufen?“
Nach seiner Rückkehr in die Nationalelf am 1. Januar 1964 in Algier hütete Tilkowski auch bei den zwei Abschiedsspielen für Bundestrainer Herberger am 12. Mai in Hannover gegen Schottland und am 7. Juni 1964 in Helsinki gegen Finnland das Tor der deutschen Auswahl. Am 20. Mai hatte er beim 75-jährigen Jubiläum der Dansk Boldspil Union in Kopenhagen beim Spiel Nordeuropa gegen Europa in der zweiten Halbzeit Lew Jaschin beim 4:2-Erfolg im Tor der Europaauswahl abgelöst. Am 23. September gehörte er beim Spiel in Belgrad gegen Jugoslawien zum zweiten Mal der Europaauswahl an. Auch der Herberger-Nachfolger Helmut Schön vertraute beim WM-Qualifikationsspiel am 4. November 1964 in Berlin gegen Schweden Tilkowski im Tor der deutschen Auswahl. Es war das erste Spiel von Schön als verantwortlichem Bundestrainer. Als zum Saisonende 1964/65 die Nationalmannschaft in Rio de Janeiro ein Freundschaftsspiel mit 0:2 gegen den amtierenden Weltmeister Brasilien verlor, zeichnete sich dabei die deutsche Nummer eins mit einer herausragenden Leistung aus. Pelé kam nach dem Spiel auf den deutschen Torhüter zu, umarmte ihn und gratulierte ihm zu seiner Leistung. Sie führte in der Presse zu Schlagzeilen wie „Tilkowski, der Stern von Rio“ oder „Tilkowski in Rio wie ein Held gefeiert“.
Durch den Entscheidungsspielcharakter des Qualifikationsrückspiels am 26. September 1965 in Stockholm gegen Schweden unterzog der neue Bundestrainer Schön seine Schweden-Aspiranten Tilkowski, Höttges, Szymaniak, Beckenbauer, Grosser und Krämer zuvor in einem B-Länderspiel am 1. September in Köln gegen die Sowjetunion einer internationalen Bewährungsprobe. Durch den 2:1-Erfolg am 26. September in Stockholm – Tilkowski bestritt dabei sein 27. A-Länderspiel – war die Entscheidung für Deutschland gefallen, endgültige Klarheit brachte der 6:0-Sieg im November gegen Zypern in Nikosia. Deutschland war für die Weltmeisterschaft 1966 in England qualifiziert und Tilkowski wollte endlich ein Weltmeisterschaftsturnier als Leistungsträger bestreiten. Vor Nikosia hatte er beim 4:1-Erfolg am 9. Oktober in Stuttgart gegen Österreich die deutsche Elf erstmals als Kapitän aufs Feld geführt.

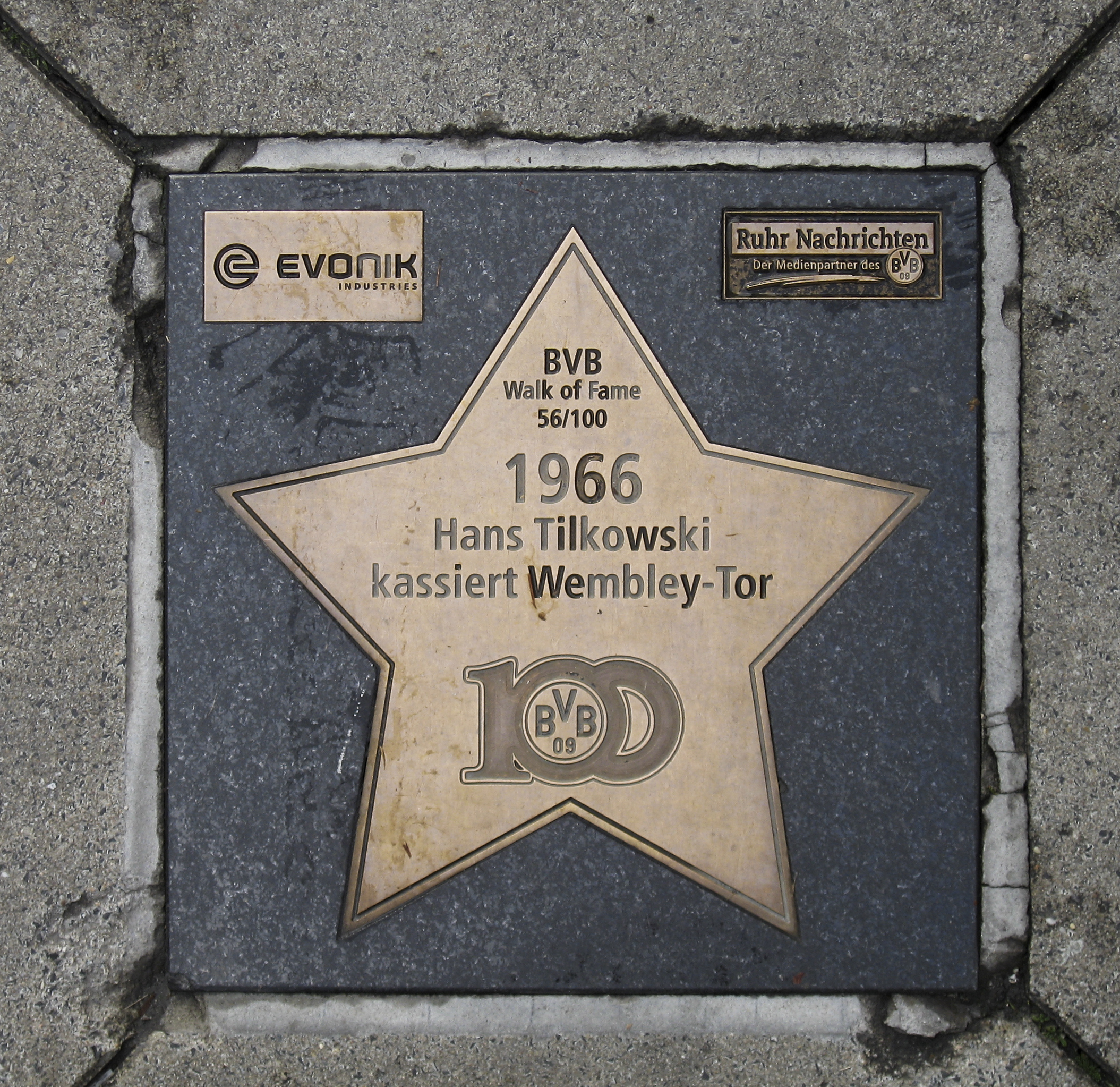
Plakette beim BVB Walk of Fame

Für das WM-Turnier in England vom 11. bis 30. Juli 1966 wurden vom DFB die Torhüter Tilkowski (Borussia Dortmund, 32 Länderspiele), Bernard (Werder Bremen, 4 Länderspiele) und Maier (Bayern München, 1 Länderspiel) nominiert. Am Abend des 12. Juli, nach dem 5:0-Startsieg gegen die Schweiz, konnte der Dortmunder Torhüter in guter Stimmung seinen 31. Geburtstag feiern. Deutschland setzte sich in der Gruppenphase gegen die Schweiz, Argentinien und Spanien durch, im Viertelfinale gegen Uruguay und zog durch einen 2:1-Erfolg im Halbfinale gegen die Sowjetunion in das Finale am 30. Juli gegen England ein. Tilkowski hütete in allen Spielen das Tor, er strahlte Ruhe und Sicherheit aus und war der erwartete Rückhalt der Mannschaft. In seinem 38. Länderspiel – er schloss damit zum bisherigen Rekordtorhüter Hans Jakob auf – vor 96.924 Zuschauern im ausverkauften Wembley-Stadion stand er mit seinen DFB-Mannschaftskameraden im Endspiel der Fußballweltmeisterschaft 1966. Es endete mit einem 4:2-Erfolg nach Verlängerung für den Gastgeber und brachte in der 101. Minute die Szene, die WM-Geschichte schrieb. Geoff Hurst knallte eine Flanke gegen die Querlatte, der aufspringende Ball wurde von Wolfgang Weber ins Toraus geköpft. Schiedsrichter Gottfried Dienst entschied nach Befragung des Linienrichters Tofiq Bəhramov auf Tor. Dem Vizeweltmeister Deutschland gebührte Anerkennung für seinen großartigen Beitrag zu einem der spannendsten und ausgeglichensten Endspiele der WM-Geschichte. Rudi Michel hielt dazu fest:

„Bestehen bleibt die Legende um ihn und eine deutsche Mannschaft, die, auch ohne Titel, mit ihrer Leistung und ihrer Fairness damals nicht nur die Deutschen begeisterte.“

Über die Besonderheit der WM-Mannschaft von 1966 wird im WM-Buch des AGON-Sportverlags festgehalten:

„Das Team um Uwe Seeler, Helmut Haller, Hans Tilkowski und den jungen Beckenbauer war eine Mannschaft der wohlgenährten Bundesrepublik, aber keine, die aus saturierten Stars bestand. Und noch etwas sehr Offensichtliches unterscheidet die Schön-Elf von 1966 von der 54er- und der 74er-Generation: Sie stand im WM-Finale, gewann aber nicht den Titel. Der Empfang bei der Rückkehr allerdings war weltmeisterlich, und bei allen Diskussionen über das dritte Tor der Engländer waren sich die meisten Beobachter darin einig, dass die deutsche Mannschaft ein würdiger Finalgegner gewesen war – und ein guter Verlierer. Darin ist die Generation von 1966 ein bis heute unerreichtes Vorbild.“

Mit seinem 39. Länderspiel, am 8. April 1967 in Dortmund gegen Albanien, verabschiedete sich Hans Tilkowski als neuer Rekordnationalspieler unter den Torhütern nach zehn Jahren aus der Nationalmannschaft.
Tilkowskis Vorzüge waren seine Gelassenheit und Ruhe, die seine Souveränität ausmachten, und sein Stellungsspiel: Gefahren erkennen, den Spielverlauf vorausahnen, sich selbst in die richtige Position bringen, mit einer extremen Sprungkraft Flanken abfangen. Das waren seine Stärken, die ihm die Schlagzeile „König des Stellungsspiels“ eingebracht hatten. Mitte der sechziger Jahre hatte er zweifellos den Höhepunkt seiner Karriere erreicht und war neben Lew Jaschin und Gordon Banks zu einem der überragenden Torhüter des Jahrzehnts herangewachsen.

## Trainer
Die letzten Monate seiner Frankfurter Zeit nutzte Tilkowski, um an der Sporthochschule Köln sein Diplom als Fußball-Lehrer zu erwerben. Am Ende des letzten von Hennes Weisweiler geleiteten Lehrganges bestand er die Prüfung mit der Note eins als Jahrgangsbester. Hansi Wolff, Werder Bremens Geschäftsführer, machte ihm im März 1970 das Angebot, sofort bei Werder das Traineramt zu übernehmen. Zwar stand er noch bis zum 30. Juni bei der Eintracht als Spieler unter Vertrag, doch Werder regelte diese Angelegenheit und Tilkowski übernahm als Nachfolger von Fritz Rebell zum 17. März 1970 Werder Bremen in der Fußball-Bundesliga. Werder belegte am Saisonende den 11. Rang. Tilkowski blieb nur bis Juni, da Bremen bereits Robert Gebhardt für die neue Spielzeit 1970/71 verpflichtet hatte. Die nächste Trainerstation war der Bundesligaabsteiger TSV 1860 München. Mit den finanziell angeschlagenen „Löwen“ belegte er 1971 den vierten und 1972 den dritten Rang in der zweitklassigen Regionalliga Süd. Bereits in den Anfangswochen der Saison 1972/73, am 31. August 1972, kam das Aus für den Trainer Tilkowski in München, er wurde durch Elek Schwartz ersetzt.
Auf seine nächste Aufgabe musste er bis zur Saison 1973/74 warten. Dann verpflichtete ihn der damalige Regionalligist 1. FC Nürnberg, den er im letzten Jahr der alten zweitklassigen Regionalliga auf den 2. Platz führte und damit in die Bundesliga-Aufstiegsrunde. Dort verfehlte er mit dem „Club“ nur wegen des schlechteren Torverhältnisses gegenüber der punktgleichen Braunschweiger Eintracht den Aufstieg in die Bundesliga. Am letzten Spieltag, dem 8. Juni 1974, verlor Tilkowski mit seiner Mannschaft gegen den 1. FC Saarbrücken beim 2:2-Remis den entscheidenden Punkt. „Eine gute Club-Saison fand so ein tragisches Ende. Mit blendender Kondition und sehenswertem Tempo-Fußball hatte die von Dieter Nüssing unermüdlich zur Offensive angetriebene Mannschaft geglänzt, doch zuletzt war alles umsonst gewesen.“ Im ersten Jahr der neu eingeführten 2. Fußball-Bundesliga, 1974/75, belegte Nürnberg den 6. Rang. Im zweiten Jahr, 1975/76, landete Tilkowski mit den Franken auf dem 2. Rang und konnte gegen den Nordvize, Borussia Dortmund, zwei Entscheidungsspiele um den Aufstieg in die Bundesliga bestreiten. Die Schwarz-Gelben, die sich in beiden Spielen durchsetzten, in Nürnberg mit einem 1:0 und in Dortmund vor 53.700 Zuschauern mit einem 3:2-Heimerfolg, kehrten somit wieder in die Bundesliga zurück. Nach drei Jahren verließ Tilkowski den Valznerweiher und kehrte 1976 zu Werder Bremen zurück. Im ersten Jahr, 1976/77, führte er die Hanseaten auf einen Mittelfeldplatz. Inmitten der zweiten Saison – am 19. Dezember 1977 – verließ Tilkowski die Mannschaft keine 24 Stunden vor dem DFB-Pokal-Viertelfinale, nachdem ein namentlich nicht bekannter Spieler ihm, entgegen der mannschaftsinternen Absprache, das Ergebnis einer Spielerabstimmung mitgeteilt hatte, bei der sich drei Viertel der Spieler gegen Tilkowskis Verbleib ausgesprochen hatten.
Da auch der Vorstand informiert war, wähnte sich Tilkowski als Opfer einer Intrige und nahm seinen Hut, wobei er in Kauf nahm, ausstehende Gehälter nicht zu erhalten.
Bereits am 22. Februar 1978 war er beim abstiegsgefährdeten 1. FC Saarbrücken wieder als Cheftrainer tätig. Sein Versuch, den Bundesliga-Klassenerhalt zu schaffen, scheiterte aber; Saarbrücken stieg mit 22:46 Punkten in die 2. Bundesliga ab. Anschließend trennten sich die Wege der beiden Parteien. 1981 kam es nochmals zu einem Comeback auf dem Trainerstuhl, als der griechische Klub AEK Athen Tilkowski lockte. Nach neun Monaten beendete er dort seine letzte Trainerstation. In seiner Biografie hielt er fest:

„Der bezahlte Fußball ist nicht mehr meine Welt. Zunehmend stärker dominiert das Geld alle Entscheidungen, und bei vielen Spielern klafft die Schere zwischen den finanziellen Ansprüchen und der Leistungsbereitschaft immer weiter auseinander. In diesem Gewerbe, das ist mir bewusst geworden, hole ich mir Magengeschwüre, weil ich zu viel von dem hinunterschlucken muss, was mir auf der Zunge liegt. Und wenn ich es herauslasse, wie es meinem Naturell entspricht, bin ich ohnehin der Dumme.“

## Neben dem Sportplatz
Nachdem er 1982 sein Wanderleben als Trainer beendet hatte, spielte er zunächst im Prominenten-Team von Uwe Seeler für wohltätige Zwecke. Danach war er fast zehn Jahre im Stuttgarter Raum in gleicher Mission für die Mannschaft der Toto-Lotto-Gesellschaft tätig. Sein letztes Spiel absolvierte er am 13. September 1996 in Bad Urach, wo er sich einen Anriss der Patellasehne zuzog. Danach begann er damit, selbst soziale Aktionen zu organisieren, wobei ihm seine Frau Luise – die Heirat mit der aus Alsenborn stammenden Mutter seiner drei Kinder Ralf, Uwe und Susanne fand im Juni 1959 statt – immer eine große Stütze war.
Einer der Höhepunkte seiner Benefiz-Aktivitäten fand am 13. Juni 1989 im Westfalenstadion in Dortmund mit einer Begegnung zwischen einer Ruhrgebiets-Auswahl und einer „Weltelf“ statt. Rund 300.000 Mark kamen dem Weltkinderhilfswerk UNICEF zugute. Am 17. Dezember 1997 schloss sich die 1. Benefiz-Gala im Spielcasino auf der Hohensyburg an. Der Reinerlös von 150.000 Mark floss an die Deutsche Leukämie-Forschungshilfe und an den Dortmunder Elterntreff leukämie- und tumorerkrankter Kinder e. V. Auch zu seinem 70. Geburtstag führte er eine Benefiz-Gala zugunsten internationaler Hilfsprojekte des Friedensdorfes Oberhausen durch. Tilkowski war der erste ehrenamtliche Botschafter der Hilfsorganisation Friedensdorf International. Er hatte das Ehrenamt 2003 übernommen. Insgesamt spendeten seine Gäste und Gratulanten zu seinem 70. Geburtstag 35.257,79 Euro.

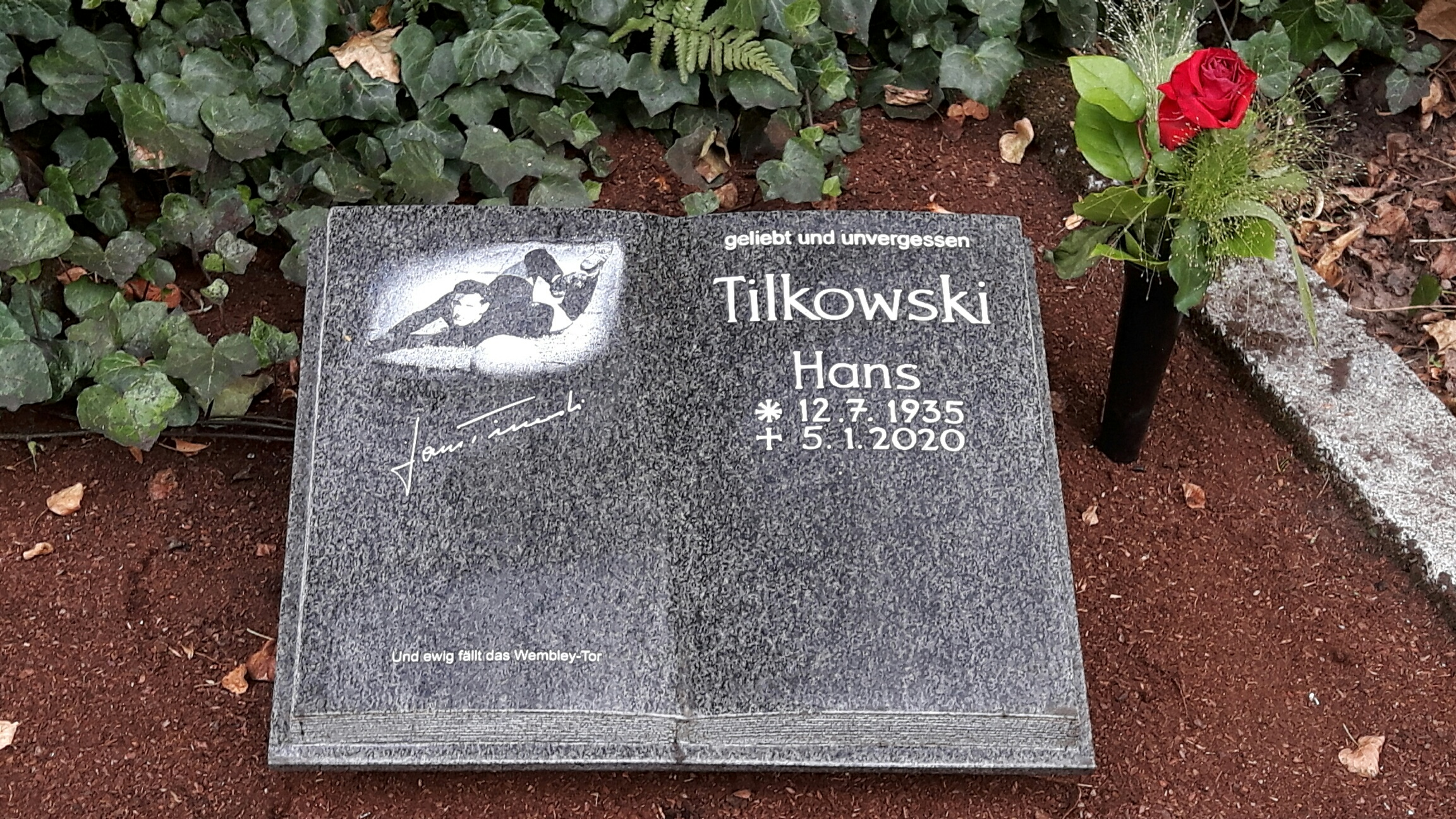
Grabstätte von Hans Tilkowski

Besonderes Lob erhielt Tilkowski im Jahr 2009 für seine Rede als Gast in Aserbaidschan. Anlässlich der Präsentation einer neuen Skulptur vor dem Tofiq-Bəhramov-Stadion in Baku war Tilkowski offiziell eingeladen worden. Es war die Einweihung einer Bronzeplastik mit dem Abbild von Tofiq Bəhramov, jenem in Aserbaidschan sehr populären Linienrichter, der 1966 in Wembley den Ball hinter der Linie gesehen hatte. Tilkowski stellte mit dem ersten Satz seines Vortrages klar, dass es keineswegs ein Tor gewesen sei, schaffte es dann aber mit rhetorischem Geschick, die Gastgeber nicht weiter zu verärgern. Er lobte stattdessen den angemessenen Kultstatus, den Bəhramov bei seinen Landsleuten genießt.
Hans Tilkowski wurde auf dem Alsenborner Friedhof in Enkenbach-Alsenborn beigesetzt.

## Erfolge als Spieler

### Verein
- Europapokal der Pokalsieger mit Borussia Dortmund: 1966
- Deutscher Pokalsieger mit Borussia Dortmund: 1965
- Vizemeister mit Borussia Dortmund: 1966

### Nationalmannschaft
- Vizeweltmeister: 1966
- Mannschaft des Jahres mit der Fußballnationalmannschaft: 1966

### Individuell
- Deutschlands Fußballer des Jahres: 1965
- Einstufung als Weltklasse in der Rangliste des deutschen Fußballs: Winter 1959/60, 1960, Winter 1964/65, Sommer 1965, Winter 1965/66, Sommer 1966

## Erfolge als Trainer
- Vizemeister in der Regionalliga Süd und Teilnahme an der Aufstiegsrunde zur Bundesliga mit dem 1. FC Nürnberg: 1974
- Vizemeister in der 2. Fußball-Bundesliga mit dem 1. FC Nürnberg: 1976

## Auszeichnungen und Würdigung

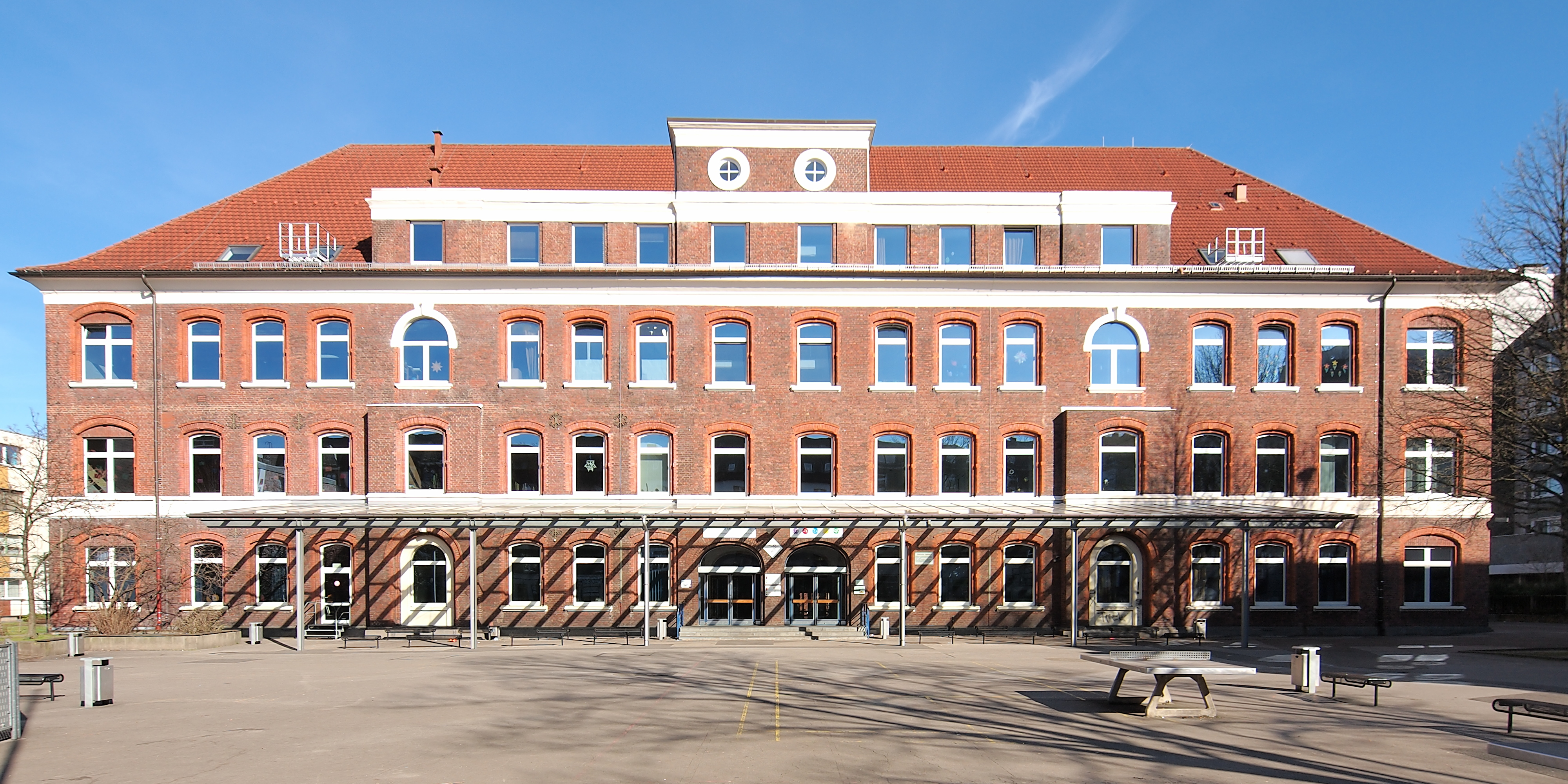
Ehemaliges Schulgebäude der Hans-Tilkowski-Schule in der Neustraße, Herne

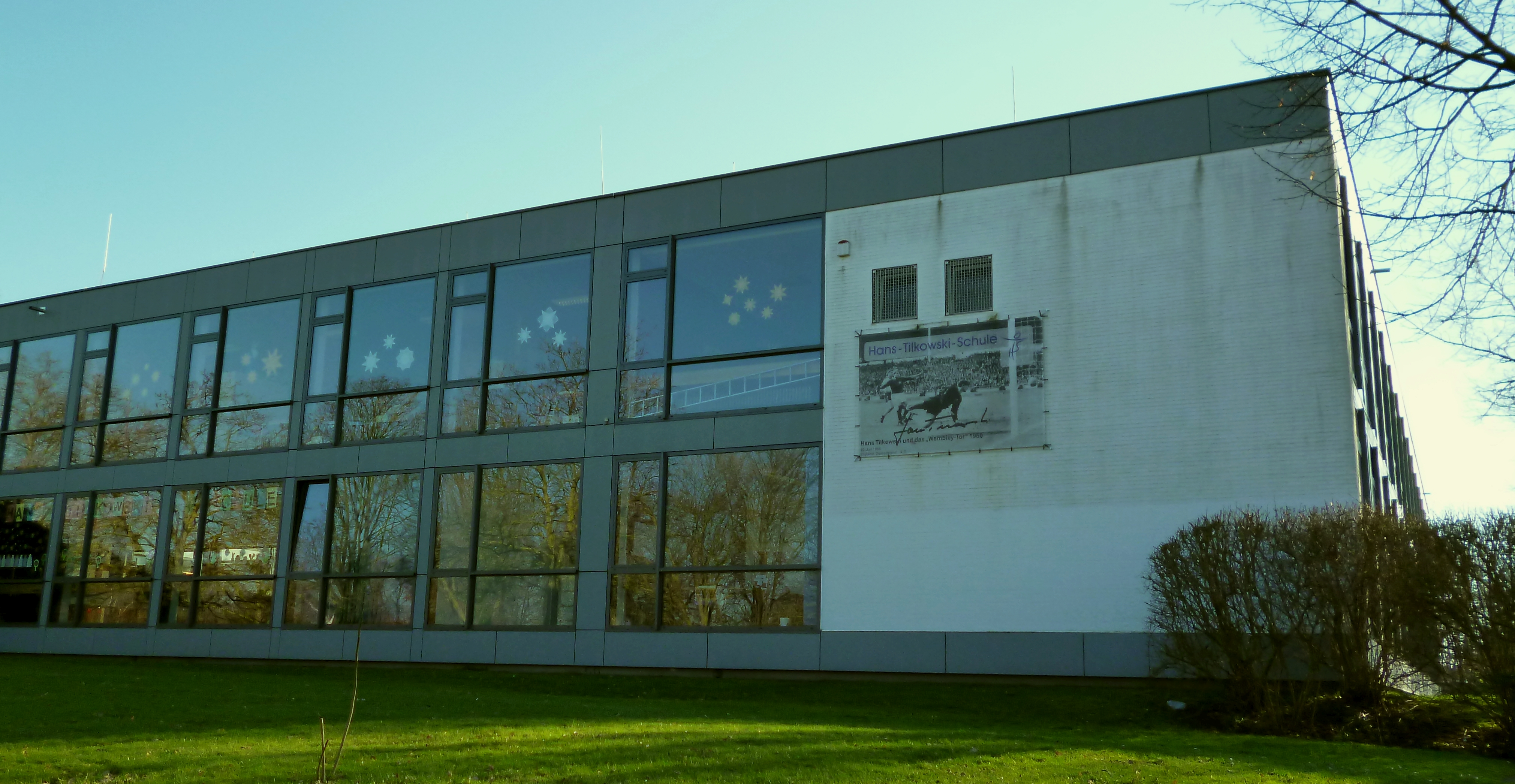
Heutiges Schulgebäude der Hans-Tilkowski-Schule an der Edmund-Weber-Straße, Herne-Eickel

- 1991: Bundesverdienstkreuz (am Bande)
- 2000: Verdienstorden des Landes Nordrhein-Westfalen
- 2008: Bundesverdienstkreuz (I. Klasse)
- Am 14. Oktober 2008 wurde die Ganztags-Hauptschule an der Neustraße in Herne in Hans-Tilkowski-Schule umbenannt,[49] die im Jahr 2012 den Schulsportpreis des Deutschen Olympischen Sportbundes erhielt.[50] Seit 2017 befindet die Schule sich in der Edmund-Weber-Straße in Herne-Eickel.[51]
- Am 13. Juli 2014 wurde ein Neubau auf dem Gelände der Sportschule Kaiserau des Fußball- und Leichtathletikverbandes Westfalen e. V. nach Tilkowski benannt
- Ehrenplakette der Stadt Herne[52]
- Ausstellung im Stadtarchiv Herne: Hommage an Hans Tilkowski, Emschertal-Museum und Stadtarchiv Herne, 2020[53]

## Werke
- Und ewig fällt das Wembley-Tor. Die Geschichte meines Lebens. Verlag Die Werkstatt, Göttingen 2006, ISBN 3-89533-518-5.
- Keine Angst vor scharfen Schüssen. Copress, München 1965, DNB 455071500.